# Tod Williams
Tod Culpa (Kip) Williams (New York, 27 september 1968) is een Amerikaanse regisseur, filmproducent en scenarioschrijver.

## Biografie
Williams is geboren en getogen in New York en is de zoon van de architect Tod Williams (medeoprichter van Tod Williams Billie Tsien Architects (Billie Tsien is zijn stiefmoeder)) en een danseres. Voordat hij aan de slag ging als freelancejournalist bij de New York Times, afdeling Los Angeles, studeerde hij schilderkunst en literatuur aan de Bard College en Colombia Universiteit. Daarna volgde het Amerikaanse Filminstituut.

### Films
- The Adventures of Sebastian Cole (1998 - cameo, scenario en regie)
- The Door in the Floor (2004 - scenario en regie)
- Wings Over the Rockies (2009 - scenario en regie)
- Paranormal Activity 2 (2010 - regie)
- Cell (2016 - regie)
- Knights of the Zodiac  (2023 - cameo)

### Privéleven
Hij is de broer van model Rachel Williams.
Van 1995 tot 2000 is Williams getrouwd geweest met Famke Janssen. Sinds 1 juni 2004 is hij getrouwd met de actrice Gretchen Mol. Zij hebben samen een zoon en een dochter.